# 丸栄
- 丸栄
- 丸榮

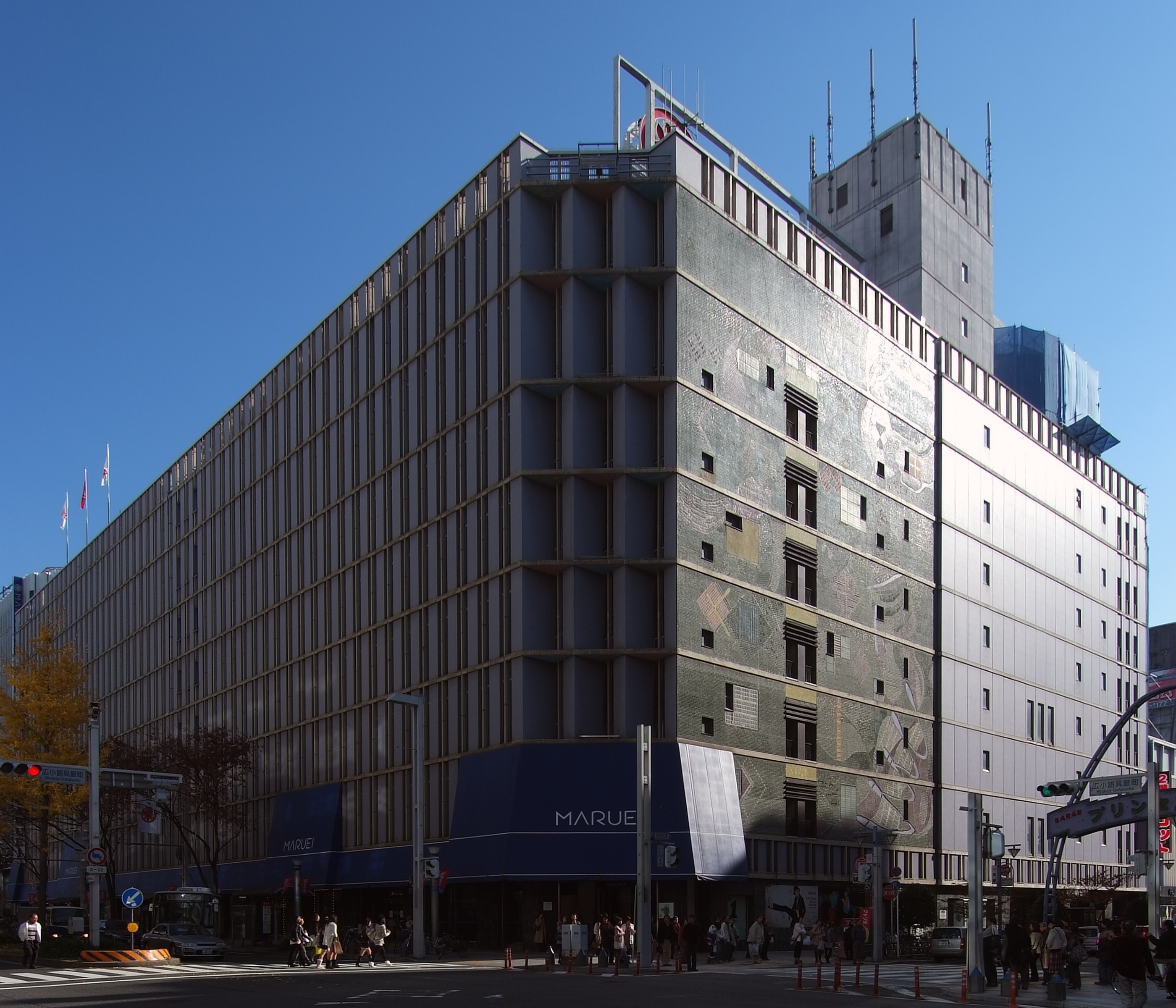
旧丸栄本店
村野藤吾設計。鳩羽色と言われる灰紫のタイルで装飾されていた。

株式会社丸栄（まるえい、丸榮、英: MARUEI DEPARTMENT STORE COMPANY, LIMITED）は、名古屋市中区栄三丁目に本社をおく企業。2018年（平成30年）6月まで「丸栄百貨店」を運営し、名古屋の「4M」と呼ばれる百貨店の1つであった。日本百貨店協会に加盟。業態としては百貨店事業からテナント事業への転換を進めている。
1953年（昭和28年）に完成した丸栄本店は、日本を代表するモダニズム建築家の村野藤吾の手によって設計されたものである。百貨店建築として日本建築学会賞作品賞を受賞した全国唯一の建築として知られ、また、「戦前期の建物を基に増改築を重ねた全国でも珍しい建物」として日本建築学会が取り壊しの中止を求める要望書を出していた。2018年9月より解体開始。

## 概要
1615年（元和元年）に創業した十一屋呉服店と、京都で丸物を経営していた中林仁一郎が地元資本家と合弁で1937年（昭和12年）9月に設立した百貨店三星が、1942年（昭和17年）5月に政府から企業整備令が発令されたことへの対応策として合併して、1943年（昭和18年）8月27日に設立された百貨店。丸栄とは『栄の地で丸く栄える』という意味から来た。
松坂屋が名古屋の老舗百貨店である業界に、差別化の観点からカジュアル路線を採った。ジェイアール名古屋タカシマヤ開業以降はその差別化傾向を更に推し進め、10代後半から20代全般の女性に人気が高いギャル系ブランドに注力したテナント構成をしていた。
かつては髙島屋とは商品面で交流が深く、高島屋が幹事社のハイランドグループに属してた。しかし、2000年（平成12年）のJR東海との合弁によるジェイアール名古屋タカシマヤ開店に伴う高島屋の名古屋進出後は、同じハイランドグループに属していた京王百貨店との関係を強化していた。
また、地下の食品売り場は「栄市場」としてリニューアルされ、集客しているミセス層向けの売り場強化を図っている。その一環として成城石井がテナントとして出店した。
前身の一つ三星の創業家である中林家と縁戚関係にある三輪家が率いる興和が親会社で、中興の祖川崎音三の川崎家も大株主として名を連ねた。
また、元々の中林資本だった丸物が近鉄百貨店などに吸収された現在では、最後に残った中林資本の百貨店であった。
2012年9月より隣接していた丸善ビルの解体に伴い、本館6・7階に丸善が入居していた。近隣に新しく建設されたビルに「丸善 名古屋本店」 として2015年4月28日に出店し、丸栄内の店舗（名古屋栄店）も引き続き営業していたが、2015年11月23日に7階売場が閉鎖され、2015年12月25日に6階売場を閉鎖し丸栄から撤退する方針が明らかになった。
2016年3月1日には大型免税店・ラオックスが本館1階及び7階に、同年春にはサカゼンが本館6階に入居することが決まった。ともに中部地方に初進出する。
2016年9月29日には、セリア丸栄店が7階にオープンした。
2018年6月30日午後7時、丸栄から72年、十一屋呉服店から403年の歴史に幕をおろした。ただし、外商部をはじめ、本社は経営を継続する。

## 沿革

### 十一屋の歴史
徳川家康の子で尾張徳川家初代の徳川義直が清洲城から名古屋城に居城を移したのと同じ1615年（元和元年）に、小出庄兵衛が摂州音羽村（現在の大阪府茨木市）から居を移して十一屋の屋号で小間物商を始めたのが始まりである。
1654年（承応3年）に玉屋町へ移り、尾張藩の御用達商人の七家衆に位置付けられる豪商となった。
1915年（大正4年）、木造2階建の店舗を新築して栄町へ進出し、1919年（大正8年）には、店舗を木造4階建ての洋風建築に改築して店舗形態を百貨店式に改めた。
その後、1921年（大正10年）には、鉄筋コンクリート造り5階建てに改築し、さらに汎太平洋平和博覧会の開催を控えた1936年（昭和11年）10月1日には鉄筋コンクリート造り地上7階・地下2階建てに増築を行うなど店舗の拡張を重ね、売場面積約9,900m2まで拡張した。
1922年（大正11年）11月11日に資本金100万円で株式会社十一屋として法人化するなどの経営面での近代化も並行して進められた。

### 三星の誕生
1939年（昭和14年）5月20日、十一屋と広小路通を挟んだ向い側に、京都の丸物の創始者中林仁一郎が三星（みつぼし）を開店させた。
1937年（昭和12年）9月に中林仁一郎が地元資本家と合弁で設立した資本金210万円の株式会社三星は、当初は鉄筋コンクリート造り地上8階・地下2階建てで売場面積約26,400m2（8,000坪）という規模での開店を目指したが、鉄などの物資の制約から実現せず、鉄筋コンクリート造り地上3階・地下2階建てで売場面積約11,345m2（3,438坪）へ大幅に縮小して開業することになった。
この三星の店舗は耐火構造で、地下2階の床下に約10万ガロンの水を常時貯水する貯水槽を併設してスプリンクラーを設置するという火災対策が施されていたほか、エスカレーターも設置されるなど当時としては最新の設備を有する店舗となっていた。
三星は、中級以上の顧客層を狙って高級品に主に扱い、縮小されたとは言え、十一屋を上回る店舗面積を生かして、十一屋とは熾烈な販売合戦を繰り広げた。

### 戦時統制による合併、戦災
しかし、三星の開業翌年の1940年（昭和15年）7月に奢侈品等製造販売制限規則をはじめとする統制強化が始まり、百貨店運営への規制の強化が始まることになった。
第二次大戦が開戦し、その後の戦況悪化から企業整備令に基づく百貨店整理統合要項が1942年（昭和17年）5月に発せられ、その統合の第一号として、1943年（昭和18年）8月27日に十一屋（資本金100万円）と三星（資本金210万円）は対等合併して、資本金310万円の株式会社丸榮となった。
この合併により旧十一屋の店舗のみを売り場とし、旧三星の建物は逓信省名古屋貯金局に賃貸することになった。
そして、1945年（昭和20年）3月12日の名古屋大空襲により旧十一屋社屋が全焼し、1週間後の19日未明の空襲で旧三星社屋も焼失しており、当社は店舗をすべて失うことになった。

### 戦後の復活と積極的な投資戦略の展開

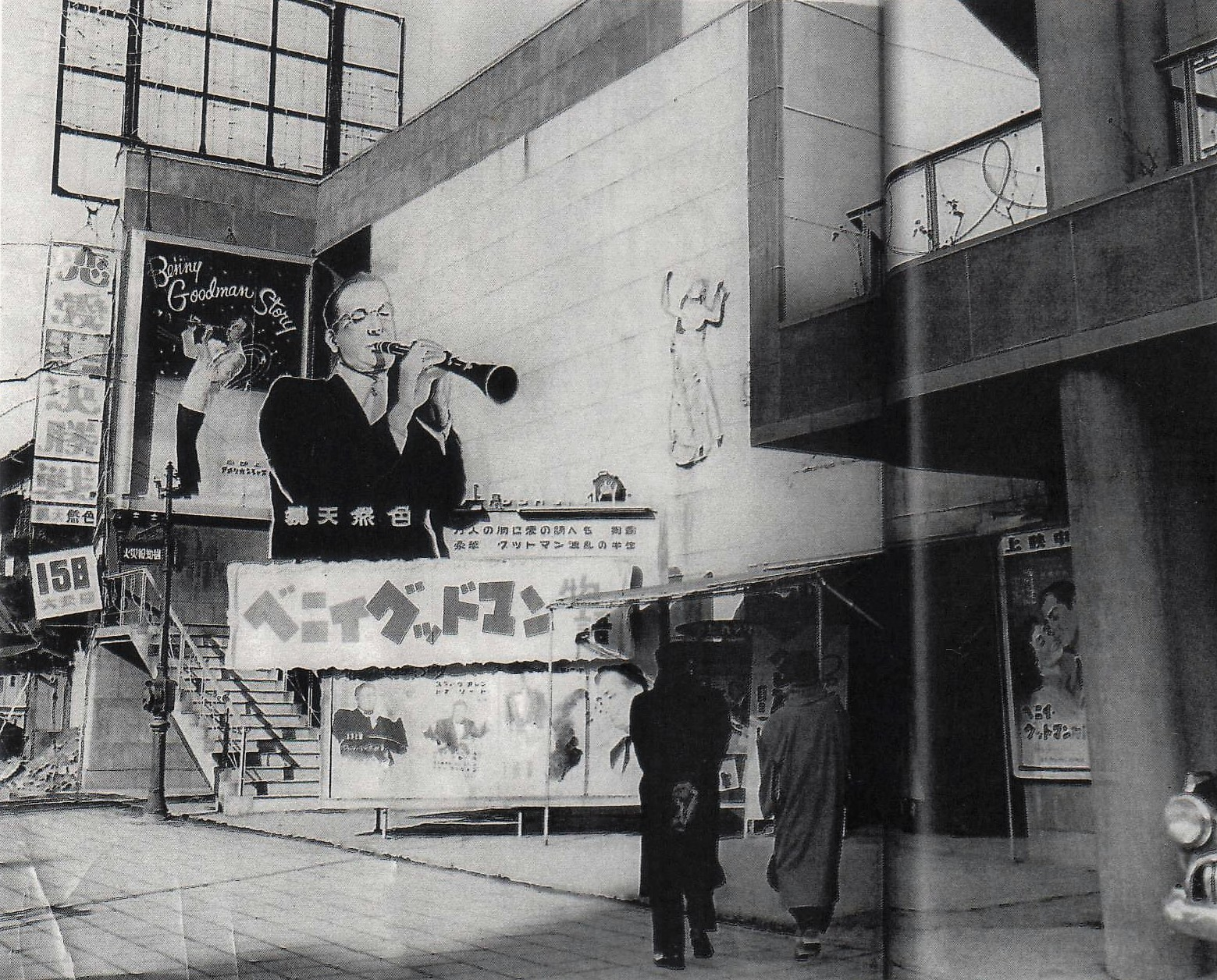
丸栄ピカデリー劇場（1956年頃）

戦後は焼け残った建物を整備し、旧十一屋店舗の1階部分にて進駐軍向け土産品売場等を開設して営業を再開した。
1945年（昭和20年）12月30日には、旧十一屋店舗の北側部分に映画館等のホールを併設した丸栄会館を建設し、翌1946年（昭和21年）8月に旧三星店舗の西側に2階建て約1,400m2の南館を新築するなど徐々に営業規模の拡大を進めた。
さらに翌1947年（昭和22年）1月に当時旧三星店舗を賃貸していた名古屋貯金局や三井物産などとの明け渡し交渉で立ち退きが決定して、翌月から改築工事を進め、6月1日に旧三星店舗を本館として新装開店した。
本館での営業開始を受けて当時北館と呼ばれていた旧十一屋店舗のうち4階以上をホテルに改装することになり、1948年（昭和23年）10月20日に資本金5000万円の株式会社観光ホテル丸栄が設立されてホテル事業に乗り出し、1950年（昭和25年）1月1日には映画館丸栄ピカデリー劇場が開館するなど北館は売場以外の他の事業に活用される形となった。
本館は1952年（昭和27年）9月28日、村野藤吾の設計により、地上8階、地下2階の鉄筋コンクリート造りに増築され完成し、翌1953年（昭和28年）10月1日に新装開店した。
この本館は、名古屋において戦後初エスカレーターが設置された建物となったほか、名古屋の百貨店で初めてショーケース前面のガラスを無くしたオープンディスプレイを始めている。
また、この大規模な増改築工事に対して1953年（昭和28年）度の日本建築学会賞が授与された。
1956年（昭和31年）3月27日には本館と一体的に建設された新館が建設されて新装開業し、松坂屋を抜いて当時の西日本一の延べ床面積は36,000m2へ増床した。
また、国鉄四日市駅前商店街の一部の商店主からの招致を受ける形で、沖の島の四日市郵便局舎跡地に四日市郵便局と百貨店を一体的に建設する 三重丸栄百貨店を開設する構想を進めたり、1957年（昭和32年）4月には、関連会社の丸栄蜂谷商会を通じてブラジルに土井丸栄陶器株式会社を設立して、出資や貸し付けを行うなど積極的な営業戦略を展開した。

### 1度目の業績悪化と川崎音三による再建
名鉄百貨店の誕生や、栄交差点角に進出してきたオリエンタル中村百貨店（現・三越名古屋栄店）の地上7階までの増床工事完成などによって販売競争が激化したことを受け、売上高が前年を割り込むなど本業の業績が悪化に見舞われることになった。
また、土井丸栄陶器に対する出資と貸し付けが増大して丸栄本体の業績にまで影響を及ぼすほどの負担がほぼ同時期に表面化し、さらに系列ホテルの不振も重なり、1957年（昭和32年）下期には3億円を超える損失金を計上して、経営に行き詰まる状況に陥った。
この業績悪化を受けて四日市への進出を断念せざるを得なくなり、1958年（昭和33年）12月に四日市商工会議所に断念を申し入れた。
さらに、業績悪化に対応するため、次女智子が1952年（昭和27年）に中林家に嫁いでいた興和の三輪常次郎会長が、1958年（昭和33年）に当社の会長に就任すると共に、主力銀行の東海銀行（現・三菱UFJ銀行）や丸物からも役員を受け入れて新たに10名の取締役を選任し、再建に向けた経営体制の強化を図ることになった。
また、主力銀行の東海銀行を中心に富士銀行や第一銀行（共に現・みずほ銀行）、神戸銀行（現・三井住友銀行）、北海道拓殖銀行（1997年経営破綻）、静岡銀行および名古屋相互銀行（現・名古屋銀行）といった関連する銀行の支援を取り付けて資金面での支援体制も整えられることになった。
そして、興和グループの興和紡績や興服産業の社長を務めていた川崎音三が、当社の監査役に就任して問題点の洗い出しや対策を練る形で再建策が進むことになった。
こうした問題点の洗い出しの一環として、社員をブラジル現地に派遣して土井丸栄陶器の実態調査などを行い、最終的には同社の工場を閉鎖することになった。
また、当社のビルに入居していた名古屋相互銀行や観光ホテル丸栄との契約条件の見直しも再建策の一環として行われた。
こうした始まった再建への取り組みを加速させるため、1959年（昭和34年）4月23日の第30回定時株主総会において経営陣の刷新が図られることになり、川崎音三が監査役から社長に就任して陣頭指揮を執ることになった。
川崎は同年8月5日に興和紡績と興服産業の社長および代表取締役を辞任して当社の再建に専念し、自ら雑巾で窓や床などの清掃を行うなど率先垂範して経費節減に取り組んで、堅実経営へ軌道修正を図った。
その一方では、同年10月に5階に大小画廊を、12月には3階に喫茶レインボーを各々開設するなど、店内の設備の充実を進める積極的な営業戦略も取って、1959年（昭和34年）下期から徐々に回復させ、再建を軌道に乗せた。
再建を軌道に乗せた後、元東海銀行副頭取の 前田忠一を社長に就任させ、その路線の継承・定着を図り、自身は1974年（昭和49年）6月に80歳で死去するまで会長としてその後見に努めた。

### 関連会社による多店化・多角化の推進

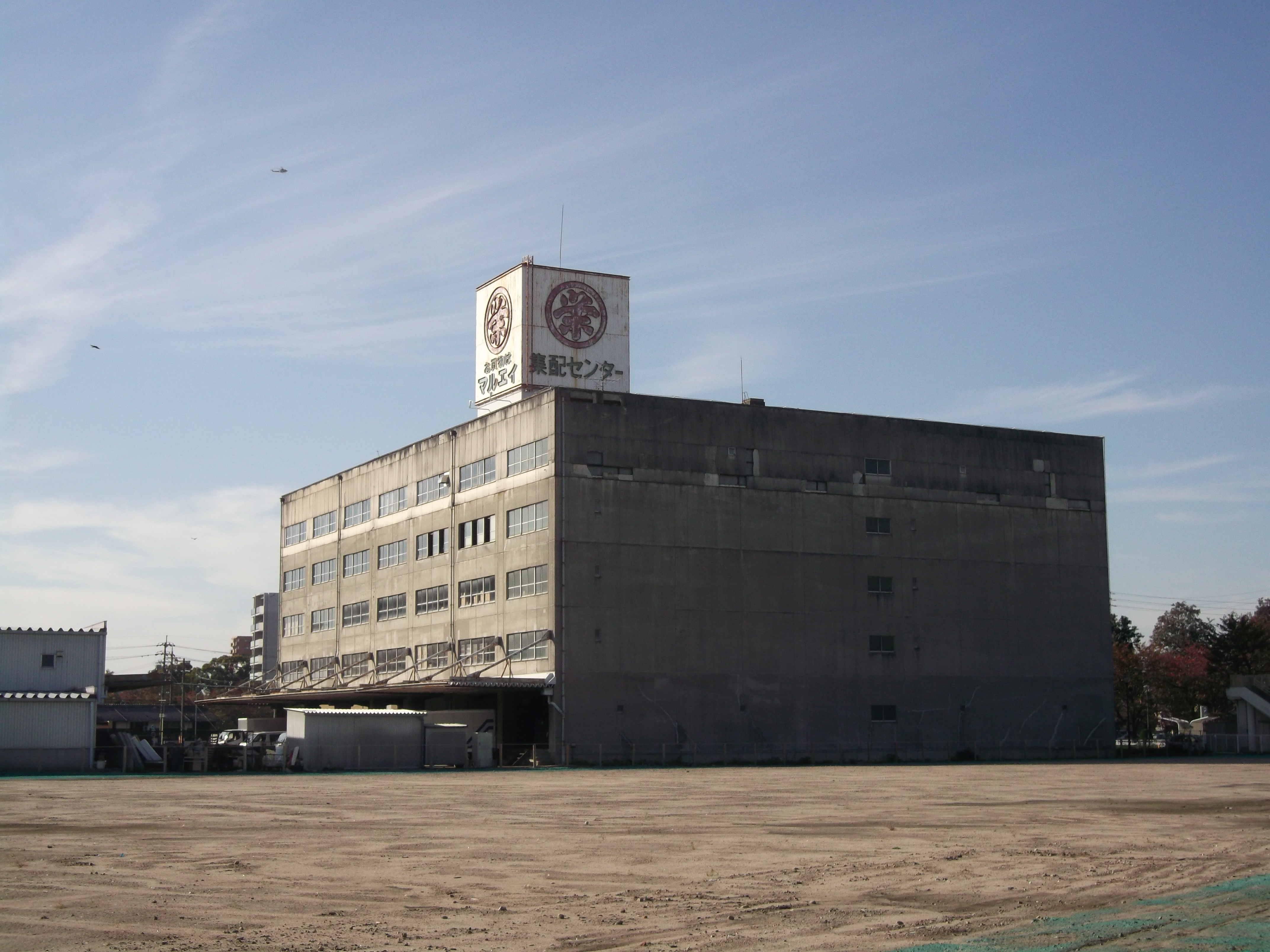
柳原集配センター（2013年11月）

経営再建を軌道に載せた後、今度は再び多店化や多角化に向けた事業展開を図った。
その一環として旧十一屋店舗跡や観光ホテル丸栄などの土地を合わせた3,953.7m2の土地に総合ビルを建設する構想をまとめた。
それに伴い、1961年（昭和36年）に栄町ビル株式会社を設立する一方で、観光ホテル丸栄を吸収合併して同社の経営していた食堂6店舗を基に株式会社国際フードサービスを設立するなど関連会社の再編を進めた。
また、新ビル内でのホテルの運営については藤田観光と資本・業務提携することとし、同社や地元財界と栄町ビル株式会社の共同出資で名古屋国際ホテルを設立して小川栄一藤田観光社長が初代社長に就任した。
こうして、1964年（昭和39年）9月1日に栄町ビルが完成・開業した際には、商業施設や名古屋国際ホテルの他に、11階に顧客の組織化と文化の普及を兼ねて丸栄カーネーションセンターという名称で文化教室を兼ねたセンターを開設した。
また、店舗の配送機能や仕入れ機能を補完するため、1966年（昭和41年）3月に約500mほど南側の若宮大通沿いに地下1階・地上5階建て延べ床面積約4,300m2の矢場町分室を開設するなど営業を支える機能の拡充も進められた。
しかし、この矢場町分室も都心部の自動車交通量の増大に伴って仕入れや配送に支障をきたすようになったため、名古屋市北区柳原町に地上5階建て延べ床面積約8,267m2の柳原集配センターを開設して抜本的な対策をとることになったために矢場町分室はその機能を終え、増改築を行って高級婚礼家具や輸入家具を扱う丸栄ハウジングとして百貨店の家具売り場に転用され、1970年（昭和45年）6月に新装開業することになった。
この多店化の一環として一宮市に百貨店を開設する計画を進めていたが、名古屋鉄道も名鉄一宮線の廃止に伴い、同線の終点であった東一宮駅跡に名鉄百貨店と新岐阜百貨店に次ぐ3番目の百貨店を開設する計画を具体化させ始めていたため、そのまま計画を推進すると地元側の反発が必至で困難と考えられたため両社の計画を一本化することになった。
こうして、名古屋鉄道と名鉄百貨店の名鉄グループに地元出資者も加えた共同事業の形で1966年（昭和41年）12月に一宮市城崎町に資本金1億円で株式会社名鉄丸栄百貨店が設立されることになった。
こうした経緯もあってこの店舗は両グループの名称を合わせた当店の愛称として「メイエイ」を名乗り、名鉄が計画していた東一宮駅跡に地下1階・地上7階建てで建築面積約3,100m2で売場面積11,500m2の規模で1968年（昭和43年）6月に着工され、1969年（昭和44年）10月1日に開業した。
1967年（昭和42年）6月には株式会社栄ストア（後の株式会社栄和ストア）を設立してスーパーマーケット事業へ進出し、1968年（昭和43年）7月1日に守山店を開設した他、1969年（昭和44年）3月1日に御器所店、同月8日に瑞穂店を開設するなどチェーン展開を進めた。
1969年（昭和44年）11月には当店の前を通る広小路通の地下にサカエチカが開業したため、当店は地下街を通じて名古屋市営地下鉄東山線・名城線 栄駅等とも繋がることになった。
1970年（昭和45年）10月には本館の将来の拡張に向けて用地買収を済ませていた本館南側に隣接する約600m2の土地に機械式立体駐車場（タワーパーキング）2基を設置して駐車場不足への対応と増築までの土地の有効活用を図った。こうした機械式立体駐車場（タワーパーキング）を活用した駐車場の増設として、のちに名古屋証券取引所の近くに伊勢町駐車場も開設されている。
1973年（昭和48年）12月には栄交差点西南角の地に建設された栄ビル内に当店別館としての「丸栄スカイル」と当社が運営する専門店街「スカイル1番街」および飲食街「スカイルナイン」を開業させ、増床と多角化を同時に実現した。
このスカイルが入居した栄ビルの低層部の地下2階と地上の1階から4階にかけては、当店の運営する専門店街「スカイル1番街」と名鉄メルサがそれぞれのスペースの運営を分担して行うことになったため、開業当初から当社が全体を運営する形態とはなっていなかった。
しかし、このスカイルの開業により、マルエイハウジングを加えた当店の店舗面積は百貨店部分だけで49,574m2に拡大することになり、当時名古屋では最大規模であった松坂屋名古屋店の50,521m2をわずかに下回る2番目の規模となり、オリエンタル中村百貨店の46,364m2や名鉄百貨店の42,279m2を上回ることになった。
また、1971年（昭和46年）8月20日に株式会社豊橋丸栄を設立し、豊橋市の中心街である駅前大通り2丁目10番地に敷地面積2,516m2に建設したビル内に1974年（昭和49年）10月1日に開業し、本格的に百貨店事業の多店化を実現する形となった。
この豊橋丸栄は1992年（平成4年）2月期に売上高約161億円を上げるなど順調に業績を伸ばした。
1973年（昭和48年）1月には資本金3億円でニューサカエビルを設立し、1974年（昭和49年）10月1日に地下4階・地上9階建て延べ床面積19,809m2のニューサカエビルを開業させた。このニューサカエビルの地下1階と地下2階には衣料品・雑貨・飲食店を中心とした専門店街「ニューサカエ3番街」が開設され、地上階は事務所が入居する形となっている
1980年（昭和55年）5月22日に前田忠一が社長を退任し、代わりに1949年（昭和24年）から経営に携わり続けてきた中林雅夫が副社長から昇格する形で社長を引き継いだ。
この様に関連会社などを含めて多角化・多店化を進めてきたが、1982年（昭和57年）2月には名鉄丸栄百貨店から当社と地元一宮財界が出資を引き揚げて名鉄グループの100%出資に切り替え、それと共に一宮名鉄百貨店へ改称するなど事業の再編も進められた。
1982年（昭和57年）10月にはスカイルの入居する栄開発が隣接地に建設した専門店街ビル「サカエノバ」が開店し、スカイルの各フロアと連絡する形となったため、スカイルもそれに合わせた改装を行うことになった。
先述した本館増築用に買収済みの土地を活用して本館の第3次増築工事として立体駐車場を併設した店舗の増床を行い、1984年（昭和59年）10月31日に新装開業した。この第3次増築の完成に伴って本館内に婚礼家具や輸入家具などの高級家具を扱う売り場が設けられることになったため、丸栄ハウジングの機能は本館に移転することになり、それまで名古屋で展示・販売される機会の少なかったインテリア商品や家具を集めた高級インテリア館マルエイハローネとして1985年（昭和60年）4月に新装開店することになった。

### バブル崩壊後の業績の低迷と再建への取り組み
バブル崩壊後の景気低迷などを受け、1993年（平成5年）2月期から売上は連続減収に陥ることになった。
そうした苦境を打破するため、1998年（平成10年）にライバルの名古屋三越の元専務である柳原捷二を顧問として招聘し、翌年1999年（平成11年）に創業以来最大となる約40億円を投じて本館の1階と2階にあった紳士服売り場を移動させてスカイルの5階から7階をメンズ館とし、代わりに本館2階に10代向けの婦人服売り場を新設するなど本館の1階から5階を婦人服売り場とする大規模な売り場改装に踏み切って業績の改善を目指した。
ところが、この改装は収益に結びつかず、売上高の減少が続いたため、投資負担が重くのしかかる結果に終わった。
その結果、関連会社などの整理に踏み切ることになり、2000年（平成12年）2月末で栄和ストアを解散して清算してスーパーマーケット事業から撤退した。
また、同年10月21日にスカイル館3階にユニクロを導入したほか、2002年（平成14年）には業績が低迷していた高級インテリア館マルエイハローネの閉鎖に踏み切る など、百貨店本体近隣にある関連店舗の見直しも進められた。
同じ2000年（平成12年）2月期には百貨店を運営する関連会社豊橋丸栄も売上高約110.77億円で経常損失約0.02億円と赤字に転じる など業績が低迷し始め、2003年（平成15年）2月期には売上高約84億円にまで落ち込むことになった。
そのため、同年8月に閉店したライバルだった豊橋西武からテナント14店を移転させて改装したほか、顧客を抱えるベテラン社員を獲得するなどテコ入れを図り、2004年（平成16年）2月期に売上高約102.96億円(前期比10.6%増)で経常利益は約2.01億円(前期比約4.8倍)となり、2006年（平成18年）2月期も売上高約106.12億円(前期比4.4%減)で過去最高の営業利益約3.04億円(前期比1.5%増)で経常利益は約1.92億円(前期比43.3%減)となる など売上が一時的に回復した。
しかし、2006年（平成18年）2月期決算で固定資産を廃棄処分して特別損失約2.27億円を計上したのを皮切りに翌年2007年（平成19年）2月期決算で減損会計を適用して特別損失として約26億円を計上して23億円の赤字となって債務超過になる2度目の危機に陥ったため、2008年（平成20年）2月1日に 会社分割による新会社2代目豊橋丸栄を設立するなど丸栄の支援で財務を建て直し、同年4月17日に米国の人気ブランドや中国料理の惣菜店や人気弁当店、高齢者向け売場の導入を行うなど大規模な改装を行って新装開店し、同年9月には開店以来初の宝石・時計売り場改装を行う などテコ入れを図った。
こうしたテコ入れにもかかわらず、豊橋丸栄はリーマンショック後の景気低迷を受けて2009年（平成21年）2月期に売上高約94.93億円で営業利益約0.71億円、経常利益約1.75億円、純損失約0.57億円となり、2010年（平成22年）2月期には売上高約82.88億円で営業損失約1.00億円、経常損失約1.59億円、純損失約2.51億円と 完全に赤字に転落するなど4年連続で最終損益が赤字となったため、同年8月末に正社員97人中45人が早期退職募集に応募して退職して残った従業員の給与も20%削減する大規模な人件費削減を行って。翌月9月にわずか1,000円で投資会社に売却して当社の傘下を離れることになった。
こうした関連会社や関連店舗の見直しだけでなく、2003年（平成15年）秋にスカイルの5階から7階に展開していた売場約10,000m2の運営から撤退して事実上本館1館へ集約し、縮小均衡を目指した。
しかし、10代向けと高齢者向けの売り場が店内で混在し戦略の一貫性の無さなどの問題点を抱えており、その後も売上高の減少が続いて2011年（平成23年）2月期まで19期連続で減収と業績の低迷が長期化している。

### 興和との提携から子会社へ
こうした業績低迷の長期化に対処するため、共同で不動産開発などに取り組むとして2008年（平成20年）1月15日に興和と資本・業務提携を結ぶことを発表し、興和を割当先とした第三者割当による増資を行って10%強の出資を受け入れることになった。
その後も売り上げの減少傾向に歯止めがかからず業績が低迷したため、2010年（平成22年）7月末に本体の社員の約30%の約120人が早期退職するなど人員整理を行うと共に、同年11月末にスカイルの8階にある宝飾品・美術品売り場や催事場など約2,590m2を返却して同館から撤退し、完全に本館のみの1館体制に回帰する規模縮小策を採り、経費削減を目指すことになった。
また、こうした事業構造改革の費用や負債の削減に充てるため、同年8月に興和に対する第三者割当増資を実施して約34.5億円を調達することになり、増資完了後には興和の持ち株比率は28.66%から53.36%に上昇して半数を超えたため、同社の子会社となった。
こうした構造改革費用の計上などもあり、2011年（平成23年）2月期の連結決算は約48.2億円に上る最終赤字へ落ち込むことになった。
興和は株式の過半数を所有して子会社化したことを受けて、2011年（平成23年）4月14日付で同社出身の京極修二を社長に就任させ、同年11月10日に親会社の興和を引受先とする約35億円の第三者割当増資を実施して同社の出資比率が53.36%（8月末時点）から69.01%に上昇させて興和以外の株主が拒否権を行使できない状況とし、資本面などで同社が事実上支配することになった。
こうして当社を事実上支配下に置いている親会社である興和の三輪芳弘社長は、京極社長の誕生直後の2011年（平成23年）5月13日に親会社の興和社長が、将来的に百貨店業種を含む小売事業から撤退することを示唆する発言をしており、当社が百貨店を存続できるかどうか微妙な状況になっている。
しかし、この百貨店事業からの撤退構想について丸栄側は反発しており、2010年（平成22年）から興和側から打診されていたものの、丸栄側が「丸栄独自の考え方が優先」としてその構想を否定している。
ただし、京極社長は興和と当社の考えは同じ方向で「旧態依然の百貨店では駄目で百貨店業態のビジネスモデルを進化させることが必要」との認識を示しているほか、「私は『百貨店業』に明確な定義はないと考えている。全国の百貨店を見渡してもその中身は大きく変わってきており、それが進化だと捉えたい」と発言し、「再開発後もリテール（小売業）の店をやることが前提だが、従来型の百貨店ではない」と事実上業態転換することを表明している。
興和は当社の再建策として、当店本館と当社の関連会社が保有する栄町ビルやニューサカエビル等のある2街区を再開発して広小路通の南北に高層ビルを1棟ずつ建ててその間を連絡通路で結ぶツインビル構想を進めており、2012年（平成24年）にその構想が明らかになっている。
2011年（平成23年）2月期連結決算で約52億円の最終損失を計上。2012年（平成24年）と2014年（平成26年）の各2月期連結決算は最終利益を計上したものの、2013年（平成25年）2月期と2015年（平成27年）2月期以降の連結決算は最終損失となり、厳しい経営状況が続いていた。

### テナント業への業態転換
2017年4月12日、テナント運営を主体とする業態に転換して百貨店事業を縮小する方針が発表された。東証一部(現在のプライム及びスタンダード)と名証一部(現在のプレミア及びメイン)の上場を廃止する方針も発表された。
同日、興和による完全子会社化の方針が公表された。
2017年6月5日、興和は株式公開買付けにより議決権所有割合ベースで95.53%の株式を取得した。同年7月11日、興和の完全子会社となった。

### ついに完全閉店へ
2017年10月、興和は丸栄を閉店する方針を固め、建物を解体し2020年をめどに商業施設をオープンする予定。名古屋国際ホテルが入る栄町ビル、ニューサカエビルも耐震性などから2020年までに取り壊し更地にする方針。丸栄の屋号を残すかは未定。事業費は2,000億円規模の見通し。
建物の一部が震度6以上で「倒壊の危険性が高い」と耐震性に課題があるので、2018年6月末で百貨店としての丸栄を閉店し、建物解体に入る事を発表した。
2020年をめどに跡地に新たに商業施設を建てる。2027年を目標に、興和が所有するビルを含めた一帯で再開発を進める。
2017年12月26日、日本建築学会は丸栄に対し、村野藤吾の設計で1953年度の日本建築学会賞受賞の本館の保存と活用を求める要望書を提出。
2018年6月30日午後7時、十一屋呉服店から数えて403年の歴史に幕を下ろした。丸栄のビルは2018年9月解体開始、2020年解体完了予定。跡地に建設される商業施設は地元からの要望を受けて、丸栄の屋号を受け継いだ「Maruei Galleria（マルエイ ガレリア）」として、2022年3月31日に開業する予定であることを同年2月17日に同商業施設を運営する大和ハウスリアルティマネジメントが発表した。
なお、丸栄周辺の再開発は2027年以降に延期される予定。丸栄は会社は存続し社員の2割強の約30人が総務・経理・外商で働き、残り社員は興和のグループ会社へ転籍や他の百貨店へ移る。

## 年表
- 1615年（元和元年） - 十一屋呉服店創業。
- 1915年（大正4年） - 十一屋呉服店、栄町へ進出[1]。
- 1922年（大正11年）11月11日  - 十一屋呉服店、株式会社十一屋に改組。
- 1937年（昭和12年）9月26日 - 株式会社三星設立。
- 1939年（昭和14年）5月20日 - 三星開業[1]。
- 1943年（昭和18年）8月27日 - 十一屋と三星との対等合併により資本金310万円で株式会社丸榮を設立[1]。
- 1949年（昭和24年） - 名古屋証券取引所（5月）及び大阪証券取引所（7月）に上場。
- 1953年（昭和28年）10月1日 - 本館新装開店。
- 1958年（昭和33年）- 興和の三輪常次郎会長が1958年（昭和33年）に当社の会長に就任[8]。
- 1959年（昭和34年）4月23日- 興和紡績社長の[8] 川崎音三が当社社長に就任[1]。
- 1961年（昭和36年）
  - 1月 - 栄町ビル株式会社を設立。
  - 10月 - 東京証券取引所に上場。
  - 11月 - 株式会社国際フードサービスを設立。
- 1962年（昭和37年）2月 - 株式会社観光ホテル丸栄を吸収合併。
- 1964年（昭和39年）
  - 9月1日 - 栄町ビルが完成・開業[1]。
  - 11月 - 株式会社栄工社を設立。
- 1966年（昭和41年）12月 - 一宮市城崎町に資本金1億円で株式会社名鉄丸栄百貨店を設立[1]
- 1967年（昭和42年）6月 - 株式会社栄ストア（後の株式会社栄和ストア）を設立[1]。
- 1970年（昭和45年）6月 - マルエイハウジングセンターと丸栄柳原集配センターが完成。
- 1971年（昭和46年）8月20日 - 株式会社豊橋丸栄を設立[15]。
- 1973年（昭和48年）
  - 6月 - ニューサカエビル株式会社を設立
  - 12月 - マルエイスカイル完成[1]。
- 1982年（昭和57年）2月 - 名鉄丸栄百貨店から当社と地元一宮財界が出資を引き揚げて一宮名鉄百貨店に改称[17]。
- 1989年（平成元年）3月 - 株式会社栄エンジニアリングを設立。
- 1991年（平成3年）6月 - 株式会社丸栄友の会を設立。
- 1998年（平成10年）2月 - 株式会社フリーナを設立。
- 2000年（平成12年）
  - 2月 - ニューサカエビル株式会社が株式会社栄和ストアを吸収合併
  - 9月 - 栄町ビル株式会社が株式会社スマックを吸収合併。
- 2001年（平成13年）12月 - ニューサカエビル株式会社が株式会社栄エンジニアリングを吸収合併。
- 2002年（平成14年）2月 - 栄町ビル株式会社がニューサカエビル株式会社を吸収合併。
- 2003年（平成15年）5月 - 栄町ビル株式会社を吸収合併。大阪証券取引所上場廃止。
- 2010年（平成22年）
  - 8月 - 興和の持ち株比率が28.66%から53.36%に上昇して半数を超え、子会社となる[新聞 23]。
  - 9月 - 豊橋丸栄（現：ほの国百貨店）を投資ファンドに売却。
  - 11月 - スカイルから撤退し本館1館体制に。
- 2011年（平成23年）5月 - 親会社の興和社長が百貨店業からの撤退を示唆。
- 2017年（平成29年）
  - 4月 - 親会社の興和社長が正式に百貨店事業からの撤退を発表。
  - 6月 - 親会社の興和が株式公開買付けにより議決権所有割合ベースで95.53%の株式を取得。
  - 7月6日 - 上場廃止[新聞 36]。
  - 7月11日 - 株式売渡請求により興和の完全子会社となる[新聞 36]。
- 2018年（平成30年）
  - 6月30日 - 19時を以て丸栄本店を閉店。また、丸栄友の会廃業等の残務業務は同年9月28日まで行うこととなった。
- 2022年（令和4年）
  - 3月31日 - 閉店後の跡地に新たな商業施設「Maruei Galleria」（マルエイ ガレリア）が開店。

## 店舗

### 過去に運営していた別館

#### スカイル（SKYLE）
1973年（昭和48年）12月、栄交差点西南角の地に建設された地下3階・地上11階建ての栄ビルにおいて、当社は、5階から8階を借りて、若者向けの別館的な役割を担う「スカイル館」として運営した。「スカイル」というネーミングは「ブルースカイ」からコンピュータによって造語したもので、「SKY」（空）と「SMILE」（笑顔）を組み合わせた造語である。
さらに、栄ビルの低層部の地下2階と地上の1階から4階において、飲食街「スカイルナイン」と専門店街「スカイル1番街」を運営した。ただし、この部分は、名鉄グループ系のメルサとそれぞれのスペースの運営を分担して行うことになったため、開業当初から当社が全体を運営する形態とはなっていなかった。
1999年（平成11年）には、5階から7階をメンズ館として改装したが、収益に結びつかず、2003年（平成15年）秋には5階から7階の売場約10,000m2から撤退し、丸栄は自社所有分の8階のみ催事場・宝飾売り場として運営していた。しかし、8階も、2010年（平成22年）11月末をもって閉鎖してスカイルから撤退した。
丸栄本館とも連絡通路で接続されていたが、旧丸栄のスカイル館売場の大半と専門店街部分は後に別会社の運営となり、連絡通路そのものに耐震性の問題があったことから、丸栄親会社の興和社長が2011年（平成23年）11月の記者会見において耐震性の問題から撤去することを明らかにし、撤去された。

#### スカイルのフロア構成
地上11階・地下3階建てのビルで、フロア構成は下記のとおりとなっている。
- 地下3階：駐車場
- 地下2階：無印良品・マツモトキヨシ・サンマルクカフェなど
- 地下1階 - 4階：メルサ栄本店（地下1階の一部はスカイル専門店街。地下1階と1階に三菱東京UFJ銀行が、1階丸栄本館寄りにみずほ銀行が入居）
- 5階：ユニクロ（以前は6階に入居していたが2011年（平成23年）9月15日をもって閉店し、翌9月16日に5階のあおい書店（3月31日撤退）跡地に移転し大型店にリニューアル[26]）
- 6階：GU（旧ユニクロ跡地に2011年10月28日オープン[27]）・ABCマート・ユザワヤ（2011年8月12日オープン）・LINK SMILE（2011年12月17日オープン）など
- 7階：ダイソー・スリーピー・スタンダートプロダクツ
- 8階：ブックオフ スーパーバザー（2011年4月21日オープン）
- 9階：レストラン街など
- 10階：朝日カルチャーセンター
- 11階：皮膚科などのクリニック
- 屋上：ウェルネススクエア（テニススクール）

#### SAKAE NOVA
SAKAE NOVA（サカエノバ）は、1982年（昭和57年）10月にスカイルを保有する栄開発が開業させた専門店街のビルである。
スカイルの南隣に位置しており、所有者が同じであるため各フロアの高さや外観が統一されているだけでなく、各階がスカイルとは連絡通路で接続されている。
若い女性向けのファッションの専門店を多く構えており、その他には地下1階にHMV（2011年（平成23年）8月に3・4階から移転）、3階 - 6階にロフト（2021年（令和3年）11月26日オープン）、6階には英会話のNOVAも入居していたが、約200m南のドトール名古屋栄ビルに移転した（時期不明。NOVAは当初はSAKAE NOVAの隣の鏡栄ビルに開設していたが、SAKAE NOVAに移転していた）。

#### マルエイハローネ
1966年（昭和41年）3月に約500mほど南側の若宮大通沿いに開設された地下1階・地上5階建て延べ床面積約4,300m2の矢場町分室の仕入れ・集配機能が、名古屋市北区柳原町に柳原集配センターを開設したためその機能を終えたことから、増改築を行って家具売り場に転用する形で1970年（昭和45年）6月に新装開業したのが始まりである。
1984年（昭和59年）10月31日に本館が増築して新装開業した際に本館内に婚礼家具や輸入家具などの高級家具を扱う売り場が設けられてその機能が役目を終えたため、それまで名古屋で展示・販売される機会の少なかったインテリア商品や家具を集めた高級インテリア館マルエイハローネとして1985年（昭和60年）4月に新装開店することになった。
2002年（平成14年）に事業再構築の一環として閉鎖された。

#### 栄町ビル
栄町ビル（さかえまちびる）、広小路通（愛知県道60号名古屋長久手線）を挟んで本館北側に建設された商業ビルでは1964年（昭和39年）9月1日に開業した。
前述の通り「国際ホテル丸栄」跡地にあり、栄町ビル株式会社が運営していたが、2003年（平成15年）に丸栄と合併し運営を一元化した。
本館と西館から構成され、名古屋国際ホテルや丸栄カーネーションセンター等の当社関連施設の他、各地の民間放送局支社などが入居。地元では「えいちょうビル」と呼ばれることが多い。
興和は、名古屋国際ホテルが入る栄町ビルを耐震性などから2020年までに取り壊し更地にする方針を示した。
2027年（令和9年）を目標に興和が所有するビルを含めた一帯で再開発を進める。

#### ニューサカエビル
1973年（昭和48年）1月には資本金3億円でニューサカエビルを設立し、1974年（昭和49年）10月1日に開業した地下4階・地上9階建て延べ床面積19,809m2の事務所と店舗からなるビルである。
地下1階と地下2階には衣料品・雑貨・飲食店を中心とした専門店街「ニューサカエ3番街」が開設され、地上階は事務所が入居する形となっている。
興和は、ニューサカエビルを耐震性などから2020年までに取り壊し更地にする方針を示した。
2027年（令和9年）を目標に興和が所有するビルを含めた一帯で再開発を進める。

### 過去に運営に参画していた百貨店
- 豊橋丸栄（現：ほの国百貨店） - 投資ファンド「長期産業投資」（東京都千代田区）へ売却。

- 名鉄丸栄百貨店（一宮市） - 名鉄百貨店との合弁で旧・東一宮駅の跡地前に開業[14]。1982年（昭和57年）2月に当社と地元一宮財界が出資を引き揚げて一宮名鉄百貨店に改称したが[17]、名鉄一宮駅の駅ビル（名鉄百貨店一宮店）への移転・店名変更にともない2000年（平成12年）9月に閉店[28]。

### 実現しなかった百貨店
- 三重丸栄百貨店（四日市市） - 沖の島の四日市郵便局舎跡地に四日市郵便局と百貨店を一体的に建設する計画であったが[10]、業績悪化を受けて四日市への進出を断念せざるを得なくなり[1]、1958年（昭和33年）12月に四日市商工会議所に断念を申し入れた[10]。当店の断念を受けて別の場所に駅前オカダヤが出店（その後のジャスコ四日市店。2002年に閉店し、現在は分譲マンション）。
- 金山店（名古屋市中区・金山駅前） - 計画したが出店を断念。同地にはのちにアスナル金山が出店。

### 栄和ストア
1967年（昭和42年）6月に株式会社栄ストアとして設立されたスーパーマーケットチェーンを運営する企業で、後に株式会社栄和ストアへ社名変更した。
業績の低迷を受けて、2000年（平成12年）2月末で解散して清算された。
運営していた店舗は下記の通りである。
- 黒川店（名古屋市北区志賀南通1-25[29]、1967年（昭和42年）7月2日開店[29] - ?閉店）

売場面積300m2。
取扱商品：食料品・衣料品・雑貨。
- 守山店（名古屋市守山区大字守山字北山10-2[30]、1968年（昭和43年）7月1日開店[1][30] - 1990年（平成2年）10月29日閉店[1]）

売場面積510m2。
取扱商品：食料品・衣料品・雑貨。
- 御器所店（昭和区明月町1-4[29]、1969年（昭和44年）3月1日開店[1][29] - ?閉店）

売場面積670m2。
取扱商品：食料品・雑貨。
その後スギ薬局を経て現在はMikawaya御器所松風店となる
- 瑞穂店（瑞穂区瑞穂通4-15[30]、1969年（昭和44年）3月8日開店[1][30] - ?閉店）

売場面積480m2。
取扱商品：食料品・衣料品・雑貨。
現在は、スギ薬局瑞穂通店。数年間は、当時の建物がそのまま利用されていた。
- 内田橋店（名古屋市南区豊田本町]2-29[31]、1969年（昭和44年）開店[32] - ?閉店）

売場面積1,897m2。
山下ビルの1·2階に出店していた。
- 国府宮店（稲沢市松下町六反田977[30]、1967年（昭和42年）7月2日開店[30] - ?閉店）

売場面積1,140m2。
取扱商品：食料品・衣料品・雑貨。
- 高針店（名古屋市名東区極楽4-1402[34]、1977年（昭和52年）11月開店[34] - ?閉店）

売場面積1,259m2（ニューサカエビル839m2）。
現在は業務スーパー極楽店となっている。

## 関連会社
- 株式会社栄工社
- 株式会社丸栄エイセイクリーン - 栄工社の清掃部門を分社化。
- 株式会社丸栄友の会
- 栄インベストメント有限会社
- 栄インベストメント一般社団法人
- 株式会社新田中 - 2009年（平成21年）2月27日完全子会社化。
- サカエチカマチ株式会社

## 過去の関連会社
- 名鉄丸栄百貨店
- 栄和ストア - 松坂屋ストアに対抗して名古屋市内など愛知県下に6店舗を構えた小型スーパーマーケット。
- 株式会社国際フードサービス - 株式会社ハーベストに株式譲渡。